# Álvaro Obregón

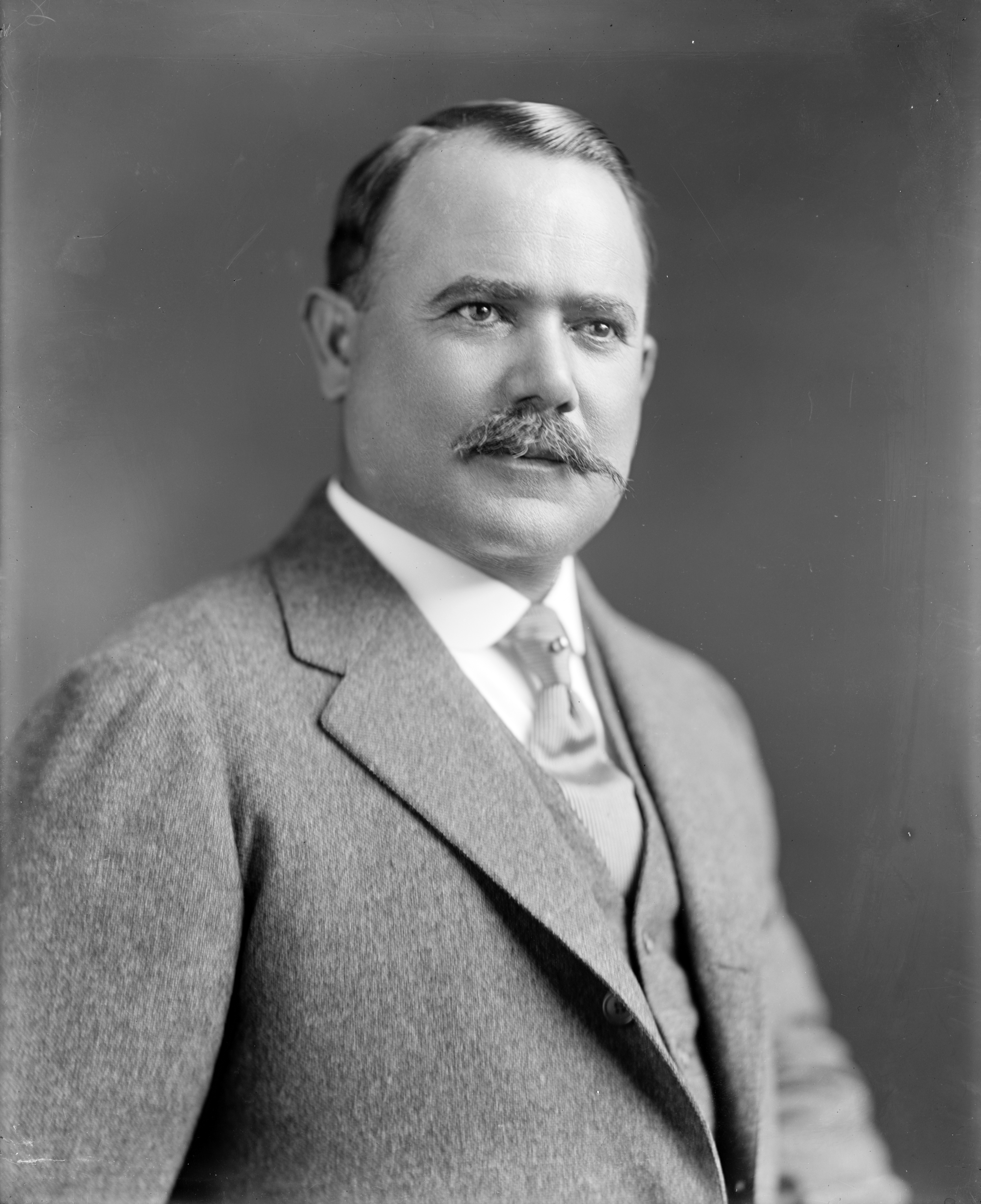
Alvaro Obregón

General Álvaro Obregón Salido (* 19. Februar 1880 in Navojoa, Sonora, Mexiko; † 17. Juli 1928 in Mexiko-Stadt) war ein mexikanischer Militär und Politiker. Von 1920 bis 1924 amtierte er als Staatspräsident.

## Leben
Obregón wurde auf der Hacienda de Siquisiva in Navojoa als jüngstes von achtzehn Kindern einer irisch-mexikanischen Viehzüchter-Familie geboren. Er wuchs als Halbwaise unter schwierigen materiellen Verhältnissen auf und erhielt nur eine unzureichende Schulausbildung. In seiner Jugend übte Álvaro Obregón verschiedene Berufe aus und eignete sich dadurch umfangreiche, vorwiegend technische Fähigkeiten an. So arbeitete er als Verwalter einer kleinen Getreidemühle, als Angestellter in einer Zuckerfabrik und als Handelsvertreter für Schuhe. Er ließ sich um die Jahrhundertwende in Huatabampo, im fruchtbaren Mayogebiet, nieder und wurde dort selbstständiger Landwirt. Álvaro Obregón konnte seinen Landwirtschaftsbetrieb bis zum Ausbruch der Mexikanischen Revolution auf mehrere hundert Hektar ausdehnen und zählte zu den wirtschaftlich erfolgreichen Rancheros im Bundesstaat Sonora. Zu Beginn der Revolution nahm er eine unentschlossene und abwartende Haltung ein und folgte noch nicht der Bewegung Francisco Maderos.
Seine politische Karriere begann 1911 mit seiner Wahl zum Bürgermeister der Stadt Huatabampo. In dieser Zeit unterstützte er Präsident Francisco Madero gegen eine von Pascual Orozco geführte Revolte. Als Madero in einer von Félix Díaz und General Victoriano Huerta geführten (und vom US-amerikanischen Botschafter Henry Lane Wilson unterstützten) Revolte gestürzt und ermordet wurde, schloss sich Obregón der Gegenrevolte von Venustiano Carranza gegen Huertas neue Regierung an, die Huerta am 14. Juli 1914 erfolgreich entmachtete.

## Militärische Laufbahn
Als militärischer Befehlshaber war Obregón, der auf diesem Gebiet ein genialer Autodidakt war, ein sehr wichtiger Verbündeter des neuen Präsidenten Carranza.  Er half ihm als Kriegs- und Marineminister, die Rebellen unter Pancho Villa und Emiliano Zapata zurückzuschlagen. Die Armeen Obregóns und Villas trafen in vier Schlachten aufeinander. Die erste fand am 6. und 7. April 1915 in Celaya, Guanajuato, statt und endete mit dem Rückzug der Villistas. Die zweite fand vom 13. bis 15. April statt, als Villa die Stadt Celaya erneut angriff und abermals zurückgeschlagen wurde. Die dritte war der ausgedehnte Stellungskampf bei Trinidad und Santa Ana del Conde zwischen dem 29. April und 5. Juni, der die Entscheidung brachte. Villa wurde nochmals von Obregón geschlagen, der im Kampf seinen rechten Arm verlor.   Ein vorerst letzter Versuch Villas, Obregóns Armee am 10. Juli in Aguascalientes zu schlagen, blieb ebenfalls erfolglos.  
Obregón zeichnete sich während dieses Feldzuges dadurch aus, dass er als einer der ersten Mexikaner erkannte, dass die Einführung der modernen Feldartillerie und insbesondere des Maschinengewehrs und des Stacheldrahts die Lage zugunsten der Verteidiger verändert hatte. Zu diesem Schluss war er aufgrund seines eingehenden Studiums des europäischen Kriegsgeschehens des Ersten Weltkriegs gelangt. Die dort auf den Schlachtfeldern gemachten Erfahrungen hatte er sich angeeignet und zur Verteidigung Celayas genutzt.

## Politische Karriere

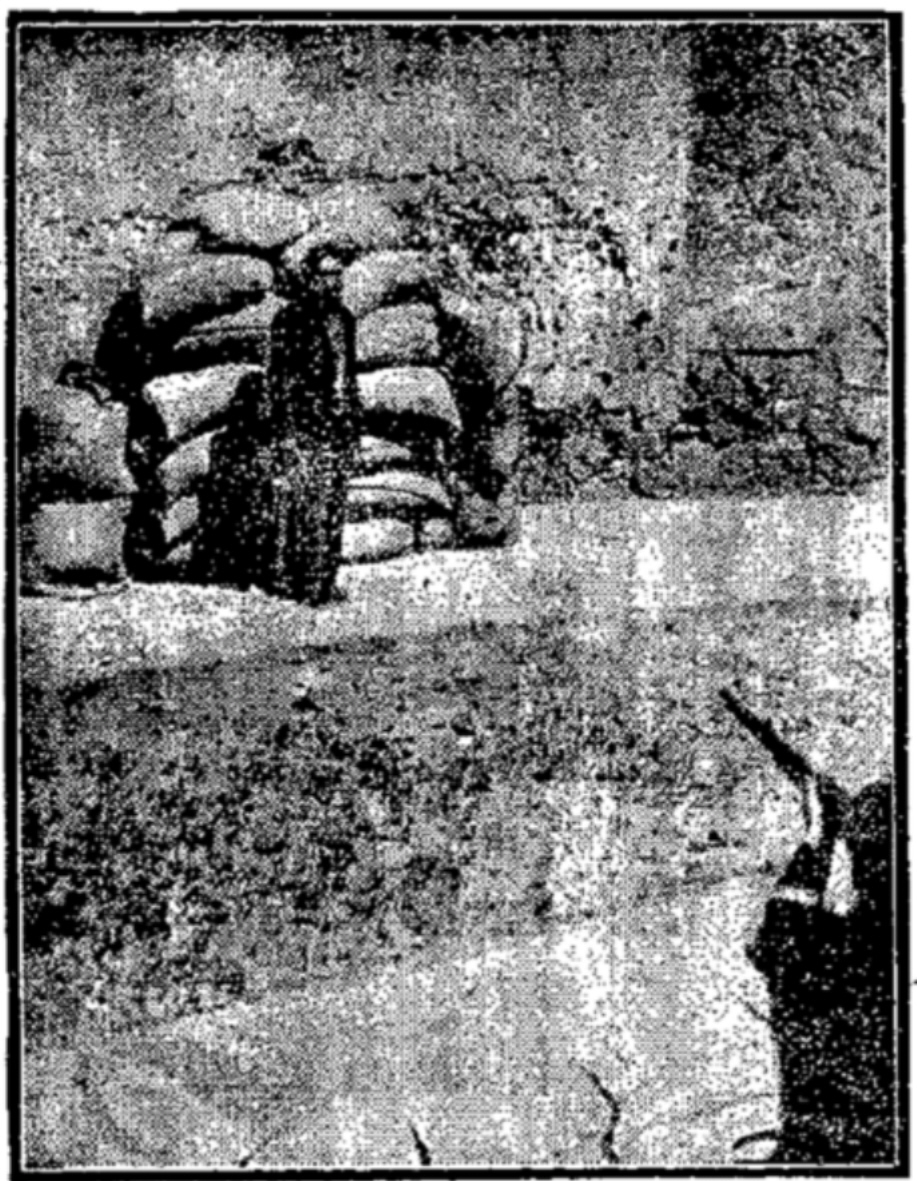
Die Hinrichtung von Obregóns Mörder José de León Toral am 9. Februar 1929

1920 kehrte Obregón in die Politik zurück in der Hoffnung, Nachfolger des Präsidenten Carranza zu werden. Als erkennbar wurde, dass Carranza Ignacio Bonillas als Nachfolger auserkoren hatte, organisierte Obregón einen Militärputsch gegen den Präsidenten (Plan von Agua Prieta, 1920). Seine Kräfte wurden von General Benjamín Hill und verstreuten Zapatista-Gruppen wie derjenigen von Genovevo de la O unterstützt. Der Putsch war erfolgreich, und Carranza wurde entmachtet. Als Carranza auf einem Pferd von Mexiko-Stadt nach Veracruz flüchtete, geriet er im Staat Puebla in einen Hinterhalt General Rodolfo Herreras. Bis Wahlen abgehalten werden konnten, war nun Adolfo de la Huerta sechs Monate lang, vom 1. Juni bis zum 1. Dezember 1920, kommissarischer Präsident Mexikos. Als Obregón zum Gewinner der Wahlen erklärt wurde, legte de la Huerta sein Amt nieder und wurde Finanzminister der neuen Regierung.
Die vier Amtsjahre Obregóns sind bekannt für seine Agrarreformen, seine gegen die Kirche gerichteten Reformen und die Pflege guter Beziehungen zu den Vereinigten Staaten, begünstigt durch den Verkauf mexikanischen Erdöls auf dem US-amerikanischen Markt. Die schwerwiegendste Unterbrechung seiner Amtszeit war ein Putsch Adolfo de la Huertas, der sich als natürlicher Nachfolger des Präsidenten sah, während Obregón vielmehr Plutarco Elías Calles bevorzugte. Calles wurde gewählt, und Obregón übergab ihm sein Amt.
1928 kandidierte Obregón nochmals und gewann nach einer heftig umkämpften Wahl eine zweite Amtszeit als Präsident. Als er nach Mexiko-Stadt zurückkehrte, um seinen Sieg zu feiern, starb er dort am 17. Juli 1928 in einem Restaurant durch das Attentat von José de León Toral, einem römisch-katholischen Priesteramtskandidaten, der Obregóns antikirchliche Einstellung ablehnte.
Zu seinen Ehren wurde Ciudad Obregón in Obregóns Heimatstaat Sonora umbenannt, ebenso der Stadtteil Álvaro Obregón von Mexiko-Stadt, in dem sich der Ort des Attentats und ein großes Denkmal für den gefallenen General befinden, die Gemeinde Cañadas de Obregón in Jalisco, Colonia Álvaro Obregón (allgemein bekannt als Rubio), ein kleines Dorf im Staat Chihuahua, und zwei Talsperren, die Álvaro-Obregón-Talsperre in Sonora und die die Álvaro-Obregón-Talsperre in Guanajuato.